# عزم مغناطيسي للنيوترون

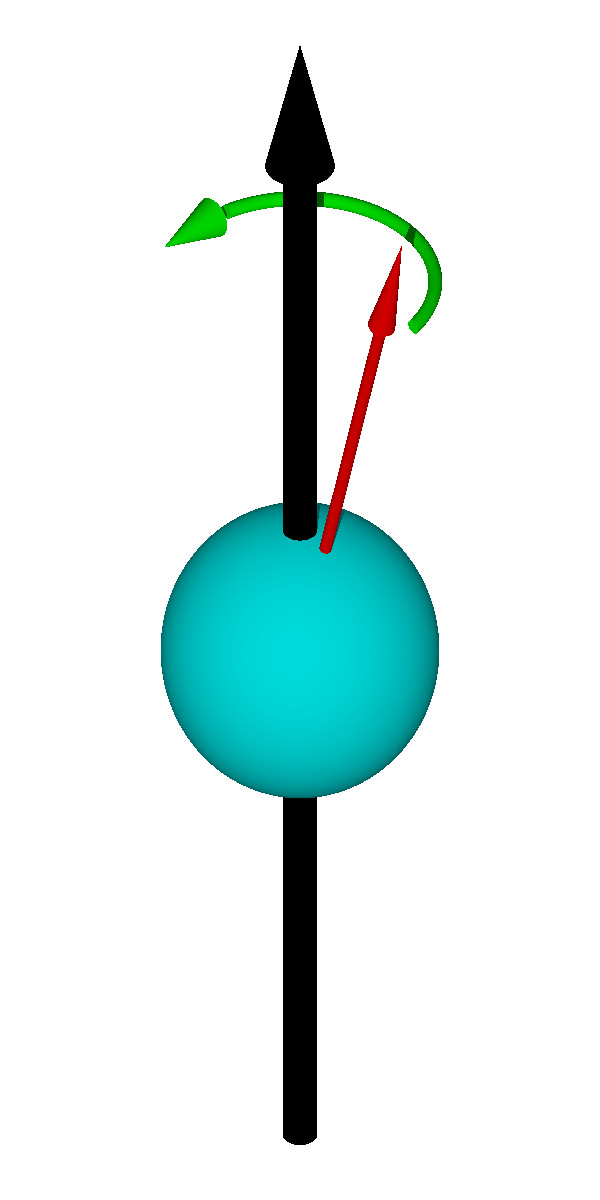
سرعة الدرع B تدور بشكل سلبي

العزم المغناطيسي للنيوترون في الفيزياء النووية (بالإنجليزية: neutron magnetic moment ) وجدت التجربة للنيوترون عزما مغناطيسيا بالرغم من عدم وجود شحنة كهربية في النيوترون، حيث يتولد العزم المغناطيسي لجسيم نتيجة لحركة شحنته .
نظرا لأن النيوترون متعادل الشحنة فيشير تواجد له عزم مغناطيسي إلى تكوينه من جسيمات أصغر ذات شحنة، وهي كواركات.

## التفسير
يتكون النيوترون من ثلاثة كواركات تحوم حولها سحابة من ميزون pi حيث تقوم تلك الميزونات (وهي ناقلة للتأثير القوي في النواة الذرية) بربط النيوترونات بالبروتونات .

## قيمة العزم المغناطيسي للنيوترون
تم قياس العزم المغناطيسي للنيوترون بالتجربة وهو يقدر ب
−1.9130427 μN
حيث
μN مغنطون نووي.
وطبقا ل نظام الوحدات الدولي SI units فهو يبلغ :
−9.6623640 × 10−27 جول/تسلا
بالمقارنة بالمغنطون النووي للبروتون بالتقريب:{\displaystyle \mu _{\mathrm {N} }\!} = 5.05078324 × 10−27 جول·تسلا−1
يلاحظ أن العزم المغناطيسي للنيوترون يبلغ نحو ضعف العزم المغناطيسي للبروتون ولكنه معكوس الإشارة .

## أهميته واستخداماته
بين وجود عزم مغناطيسي للنيوترون سالب الإشارة يعني أن النيوترون يوجه نفسه في مجال مغناطيسي بعكس اتجاه المجال وليس في اتجاه المغناطيسي.
ونظرا لتأثر النيوترون بمجال مغناطيسي خارجي وهو في نفس الوقت شديد النفاذية في المادة مما يجعله أداة قيمة في اختبار المادة والكشف عن بواطنها مثلما نستخدم الأشعة السينية ، كما يمكن التصوير بالنيوترونات وإجراء تجارب حيود النيوترونات لتعيين البناء البلوري للمعادن .
كذلك أشار وجود عزم مغناطيسي للنيوترون إلى أن النيوترون مكون من جسيمات أصغر، وتبين فيما بعد أنه يتكون من 3 كواركات.